# Prostituição sagrada
Prostituição sagrada ou prostituição religiosa são termos gerais para um ritual que consiste em relações sexuais ou outras atividades sexuais realizadas no contexto de um culto religioso, talvez como uma forma de rito de fertilidade ou casamento divino (hieros gamos). Alguns estudiosos preferem o termo sexo sagrado à prostituição sagrada nos casos em que o pagamento por serviços não acontece.
Ao longo do século XX, estudiosos consideravam tais práticas como usuais no mundo antigo. Nos últimos 30 anos, evidências históricas dessas práticas no Antigo Oriente Próximo e na Antiguidade Clássica têm sido cada vez mais questionadas. Robert A. Oden, Stephanie Lynn Budin e outros, questionaram se a prostituição sagrada, como uma instituição através da qual mulheres e homens vendiam sexo para o lucro de deidades e templos, existia no Antigo Oriente Próximo e na antiguidade greco-romana. Assante argumenta que a visão clássica da prostituição sagrada é mais uma construção da mentalidade ocidental europeia do século XIX do que uma verdadeira representação dos fatos.

## Babilónia
Segundo Heródoto, entre os ritos realizados nos templos da Babilónia incluíam-se relações sexuais, ou aquilo a que os académicos posteriormente chamariam de ritos sexuais sagrados:
A tradição babilónica mais obscena é a que obriga todas as mulheres do país a sentarem-se no templo de Afrodite e a terem relações sexuais com um estrangeiro pelo menos uma vez na vida. Mesmo as mulheres ricas e altivas, que evitam misturar-se com o povo, deslocam-se ao templo, conduzidas em carruagens fechadas, e ali ficam, rodeadas por uma grande quantidade de servidores. Mas a maior parte das mulheres sentam-se no altar sagrado de Afrodite, com coroas de corda na cabeça; há sempre uma grande multidão de mulheres a irem e a virem; os homens passam por entre a multidão em corredores marcados por linhas, para fazerem a sua escolha. Depois de tomar o seu lugar, as mulheres não podem regressar a casa até que um qualquer estranho lhes tenha jogado dinheiro para o colo e tenha tido relações sexuais com elas no exterior do templo; ao atirarem o dinheiro, os homens têm de dizer: "Convido-te em nome de Milita". As mulheres não podiam recusar o dinheiro, fosse ele muito ou pouco; aliás, as mulheres nunca podiam recusar, pois tal seria um pecado uma vez que, por este ato, aquele dinheiro passara a ser sagrado. É por isso que elas seguem o primeiro homem que lhes oferece dinheiro e não recusam ninguém. Depois das relações sexuais, tendo cumprido o seu dever sagrado para com a deusa, as mulheres regressavam às suas casas; e daí em diante, nenhum dinheiro, por muito que fosse, as obrigaria ao mesmo. Por isso, as mulheres que eram altas e belas rapidamente ficam livres para partir, mas as mais feias tinham muito que esperar por terem dificuldade em cumprir a lei; algumas delas são obrigadas a permanecer no templo durante três ou quatro anos. Existem tradições parecidas com esta nalgumas parte de Chipre.